# Exakter Funktor
Exakter Funktor ist ein mathematischer Begriff aus der Kategorientheorie.

## Definition
Ein additiver, kovarianter Funktor {\displaystyle F:{\mathfrak {C}}\rightarrow {\mathfrak {D}}} heißt
- halbexakt, falls {\displaystyle FA\rightarrow FA'\rightarrow FA''} exakt ist
- linksexakt, falls {\displaystyle 0\rightarrow FA\rightarrow FA'\rightarrow FA''} exakt ist
- rechtsexakt, falls {\displaystyle FA\rightarrow FA'\rightarrow FA''\rightarrow 0} exakt ist
- exakt, falls {\displaystyle 0\rightarrow FA\rightarrow FA'\rightarrow FA''\rightarrow 0} exakt ist

für alle kurzen exakten Sequenzen {\displaystyle 0\rightarrow A\rightarrow A'\rightarrow A''\rightarrow 0} in {\displaystyle {\mathfrak {C}}}.
Ein kontravarianter Funktor {\displaystyle F:{\mathfrak {C}}\rightarrow {\mathfrak {D}}} heißt halb/links/rechts/exakt, falls er dies als kovarianter Funktor {\displaystyle {\mathfrak {C}}^{op}\rightarrow {\mathfrak {D}}} ist.
Halbexakte Funktoren zwischen abelschen Kategorien sind additive Funktoren.

## Beispiele
- Die Hom-Funktoren {\displaystyle \mathrm {Hom} (A,-)} und {\displaystyle \mathrm {Hom} (-,B)} sind linksexakt.
- Die Tensorprodukt-Funktoren {\displaystyle (A\otimes -)} und {\displaystyle (-\otimes B)} sind rechtsexakt.
- Der Funktor „globale Schnitte“ auf der Kategorie der Garben von abelschen Gruppen in die Kategorie der abelschen Gruppen ist linksexakt, siehe Garbenkohomologie.
- Für eine endliche Gruppe {\displaystyle G} ist der Funktor „G-Invarianten“ von der Kategorie der {\displaystyle G}-Moduln in die Kategorie der abelschen Gruppen linksexakt, siehe Gruppenkohomologie.
- Der Dualraum-Funktor in der Kategorie der Banachräume mit den stetigen linearen Abbildungen als Morphismen ist exakt, wie sich aus dem Satz vom abgeschlossenen Bild ergibt.
- Für eine beliebige natürliche Zahl {\displaystyle n>1} ist der Funktor

{\displaystyle {\mathfrak {Ab}}\to {\mathfrak {Ab}},\quad M\mapsto nM}
auf der Kategorie der abelschen Gruppen additiv und erhält Mono- und Epimorphismen, ist jedoch nicht exakt.